# فرد بيدفورد
فرد بيدفورد (بالإنجليزية: Fred Bedford)‏ (25 يونيو 1902 في المملكة المتحدة - 18 يناير 1972 في المملكة المتحدة) هو لاعب كرة قدم بريطاني (وحمل سابقاً جنسية المملكة المتحدة لبريطانيا العظمى وأيرلندا) في مركز جناح ‏. لعب مع برادفورد سيتي ونادي ترانمير روفرز لكرة القدم وLancaster City F.C. ‏ ونادي موركامب.